# Anthurium canaliculatum
Anthurium canaliculatum är en kallaväxtart som beskrevs av Luis Aloysius, Luigi Sodiro. Anthurium canaliculatum ingår i släktet Anthurium och familjen kallaväxter. Inga underarter finns listade.